# Magnesiohornblenda
La magnesiohornblenda és un mineral de la classe dels silicats que pertany al grup del nom arrel hornblenda, dins dels amfíbols. El seu nom fa referència al seu contingut de magnesi, d'un vell terme alemany per designar minerals foscos sense valor, horn, i del mineral "blenda", el nom del qual significa enganyar, degut a la similitud que aquest i altres minerals similars tenen amb altres minerals més valuosos que ells.

## Característiques
La magnesiohornblenda és un silicat de fórmula química ☐Ca₂(Mg₄Al)(AlSi₇)O22(OH)₂. A més dels elements de la seva fórmula també pot contenir impureses de titani, manganès, sodi, potassi, clor i hidrogen. La magnesiohornblenda forma una sèrie de solució sòlida amb la ferrohornblenda, de la qual és el terme extrem ric en magnesi. La substitució gradual del magnesi per ferro va donant els diferents minerals de la sèrie.
Cristal·litza en el sistema monoclínic en forma de cristalls prismàtics i també en forma de vores de reaccció en piroxens. La seva duresa a l'escala de Mohs és 5 a 6.
Segons la classificació de Nickel-Strunz, la magnesiohornblenda pertany a «09.DE - Inosilicats amb 2 cadenes dobles periòdiques, Si₄O11; clinoamfíbols» juntament amb els següents minerals: antofil·lita, cummingtonita, clinoholmquistita, grunerita, manganocummingtonita, manganogrunerita, permanganogrunerita, ferrofluoropedrizita, ferrifluoroleakeïta, actinolita, ferritschermakita, ferroactinolita, ferrotschermakita, joesmithita, ferrohornblenda, tremolita, tschermakita, cannilloïta, fluorcannilloïta, parvomanganotremolita, fluorotremolita, potassicfluoropargasita, edenita, ferroedenita, ferrokaersutita, ferropargasita, hastingsita, kaersutita, magnesiohastingsita, pargasita, sadanagaïta, fluoroedenita, potassicferroferrisadanagaïta, potassicsadanagaïta, potassicpargasita, potassicferrosadanagaïta, magnesiofluorohastingsita, potassicfluorohastingsita, potassicclorohastingsita, fluoropargasita, parvomanganoedenita, potassiccloropargasita, potassicferrocloroedenita, potassicmagnesiohastingsita, potassicferropargasita, cromiopargasita, ferrotaramita, barroisita, ferroferribarroisita, ferroferriwinchita, ferribarroisita, ferroferritaramita, ferroferricatoforita, ferrobarroisita, ferrorichterita, ferrowinchita, ferrokatophorita, ferritaramita, magnesiotaramita, richterita, winchita, taramita, fluororichterita, katophorita, potassicfluororichterita, potassicrichterita, ferrighoseïta, ferriwinchita, fluorotaramita, arfvedsonita, eckermannita, ferroeckermannita, ferroglaucòfan, glaucòfan, potassicmanganileakeïta, manganoarfvedsonita, ferrileakeïta, magnesioriebeckita, magnesioarfvedsonita, nyboïta, riebeckita, manganomanganiungarettiïta, ferroferrinyboïta, clinoferroferriholmquistita, ferrinyboïta, ferroferrileakeïta, ferroferrifluoroleakeïta, sodicferriclinoferroholmquistita, magnesiofluoroarfvedsonita, ferripedrizita, potassicferrileakeïta, fluoronyboïta, manganidellaventuraïta, fluoropedrizita, potassicarfvedsonita, ferriobertiïta, potassicmagnesiofluoroarfvedsonita, ferroferripedrizita, potassicmagnesioarfvedsonita, pedrizita, ferropedrizita, fluoroleakeïta i ferroferriobertiïta.

## Formació i jaciments
La magnesiohornblenda és comuna en amfibolita, esquists i gabres pegmatítics alcalins. També es forma en tufs soldats, granodiorites, granits i tonalites.
Ha estat trobada a Alemanya, Austràlia, Àustria, el Brasil, Bulgària, el Canadà, Cuba, Egipte, Eslovàquia, Eslovènia, Espanya, els Estats Units, Etiòpia, Finlàndia, França, Grècia, Groenlàndia, Hongria, l'Índia, Itàlia, el Japó, Libèria, Noruega, Nova Zelanda, el Pakistan, Papua-Nova Guinea, Polònia, Portugal, Rússia, Saint Kitts and Nevis, Saint Lucia, Saint Vincent i les Grenadines, Sud-àfrica, Suècia, el Regne Unit, la República Txeca, Tanzània i la Xina. A Catalunya s'ha trobat magnesiohornblenda als indrets de la Coma Fosca, la Roca de Ponent i Sant Miquel, a Vimbodí (Conca de Barberà, Tarragona).
Sol trobar-se associada a altres minerals com: quars, ortoclasa, plagioclasa, biotita, magnetita i apatita.